# La Gioia
La Gioia è una frazione di Fabbrica Curone, in provincia di Alessandria. Il suo nome deriva da "La Gjoia", che significa "la ghiaia".
La frazione è situata vicino a quella di Caldirola, tanto che abitualmente sono considerate un'unica località. 
Si trova a 1 187 metri di quota ed ha una seggiovia che sale fino ai 1 446 metri del monte Gropà, da dove si possono raggiungere facilmente la cima del monte Giarolo e il Rifugio Ezio Orsi.